# Mamie Eisenhower
Mamie Eisenhower (nume real: Mary Geneva) (n. 14 noiembrie 1896 - d. 1 noiembrie 1979) a fost soția lui Dwight D. Eisenhower, Președinte al Statelor Unite ale Americii. A fost Prima Doamnă a Statelor Unite ale Americii între 1953 și 1961.